# 洛法县
洛法县（英語：Lofa County）是利比里亚15县之一，首府沃因贾马（英文：Voinjama）。洛法Lofa，拉丁名其詞表示愛與美好的意思。